# Yolanda King
Yolanda King (Montgomery, 17 novembre 1955 – Santa Monica, 15 maggio 2007) è stata un'attrice e produttrice cinematografica statunitense, figlia di Martin Luther King.

## Biografia
Yolanda King nacque a Montgomery il 17 novembre 1955. Fin da giovane, è stata coinvolta nei movimenti per i diritti civili degli afroamericani. È stata membro del Martin Luther King Jr. Center for Nonviolent Social Change, Inc. e fondatrice del King Center's Cultural Affairs Program, nonché membro della Southern Christian Leadership Conference e della NAACP. Ha ricevuto onorificenze da singoli college americani e un dottorato honoris causa dalla Marywood University. Morì prematuramente a causa di un'insufficienza cardiaca.

## Filmografia parziale
- 2 sotto il divano (Hopscotch), regia di Ronald Neame (1980)
- Fluke, regia di Carlo Carlei (1995)
- JAG - Avvocati in divisa (JAG) - serie TV, 2 episodi (2000)
- L'agguato - Ghosts from the Past (Ghosts of Mississippi), regia di Rob Reiner (1996)
- Il nostro amico, Martin (Our Friend, Martin), regia di Rob Smiley e Vincenzo Trippetti (1999)
- Accadde a Selma (Selma, Lord, Selma), regia di Charles Burnett - film TV (1999)